# Пођо Примоказо (Перуђа)
Пођо Примоказо је насеље у Италији у округу Перуђа, региону Умбрија.
Према процени из 2011. у насељу је живело 74 становника. Насеље се налази на надморској висини од 842 м.